# Tønsberg Vikings
Tønsberg Vikings eller Tønsberg og Omegn Ishockeyklubb er en ishockeyklubb fra Tønsberg, som spiller sine hjemmekampe i Tønsberg Ishall. Vikings har spillet i GET-ligaen mellem 2012 og 2014.
Da Tønsberg sikrede oprykning til Eliteserien i 2012, var de den første "nye by" på kortet siden Comet Halden næsten ti år tidligere. Dengang var der allerede spillet hockey i byen siden 60'erne, og klubben, der endte som vikingerne, var en fusion af flere lokale klubber. Der var stor entusiasme, men selvom de leverede gode individuelle resultater, var der to sidste pladser i de to sæsoner, de blev. De navigerede gennem to kvalifikationer med succes, men måtte til sidst opgive deres plads på grund af økonomiske vanskeligheder. De har været et tophold i 1. division de følgende sæsoner, men hidtil har det ikke været muligt at komme sig. 

## Eksterne links
- http://www.tonsberghockey.no/